# Церковь Святых Апостолов (Венеция)
Церковь Святых Апостолов, Санти Апостоли (итал. Santi Apostoli) — церковь в Венеции, в районе Каннареджо на одноимённой площади. Неподалёку, на Гранд-канале располагается Ка д'Оро.
Церковь была воздвигнута в месте, где селились первые жители Венеции. Церковь часто перестраивалась, свой нынешний облик здание церкви обрело в середине XVIII века. Стоящая рядом колокольня — одна из самых высоких в городе, была построена в 1672 году, и уже в XVIII веке приобрела нынешний вид благодаря архитектору Андреа Тирали.
Рядом с церковью находится часовня, построенная в ренессансном стиле по проекту архитектора Мауро Кодуччи. В часовне находится гробница Марко Корнера работы скульптора Туллио Ломбардо.
Над алтарём церкви находится картина «Причащение Святой Лючии» (1748) Джованни Баттиста Тьеполо — последнего великого представителя венецианской школы. В росписи церкви также принимал участие Фабио Каналь (итал. Fabio Canal).

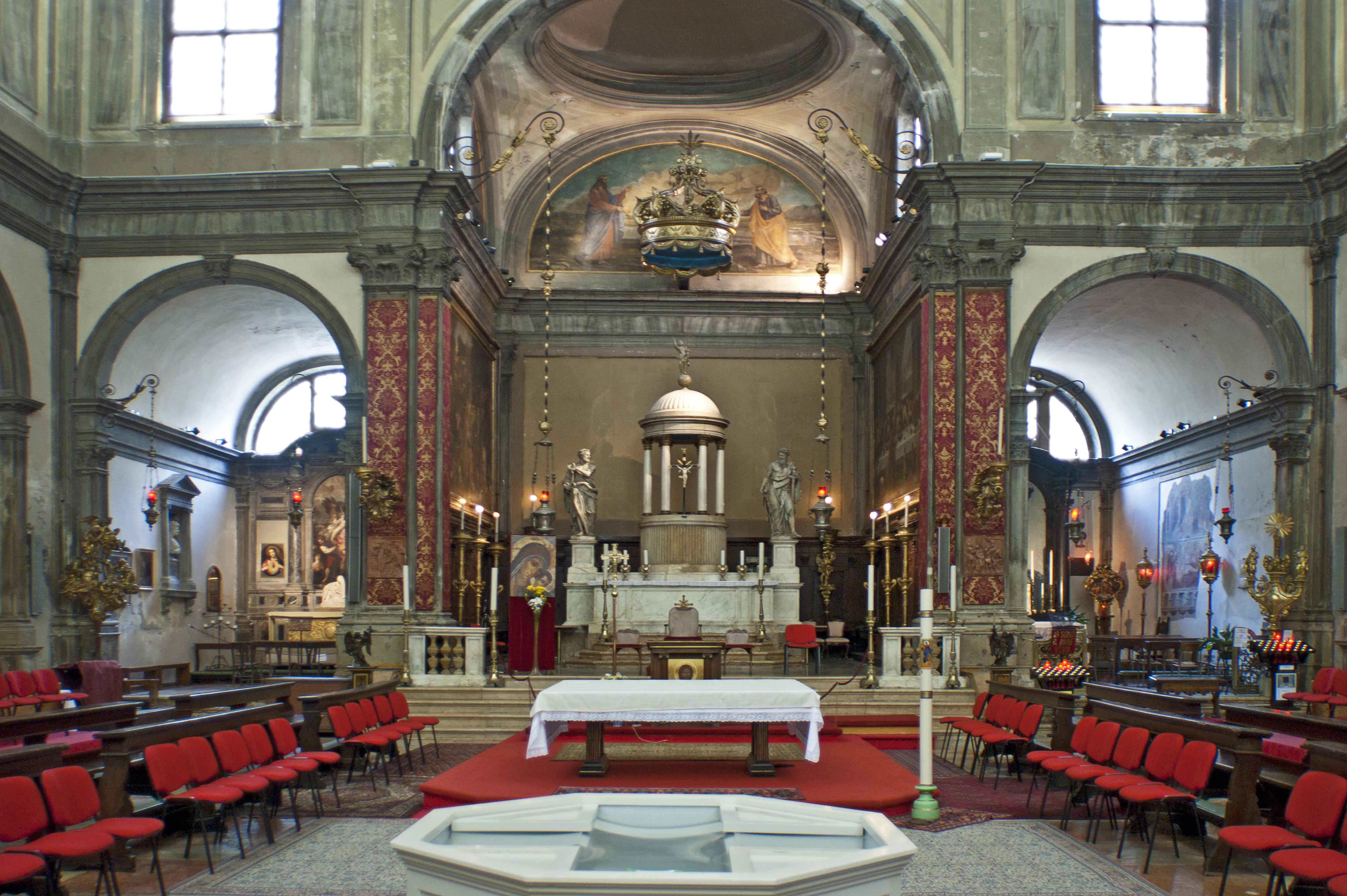
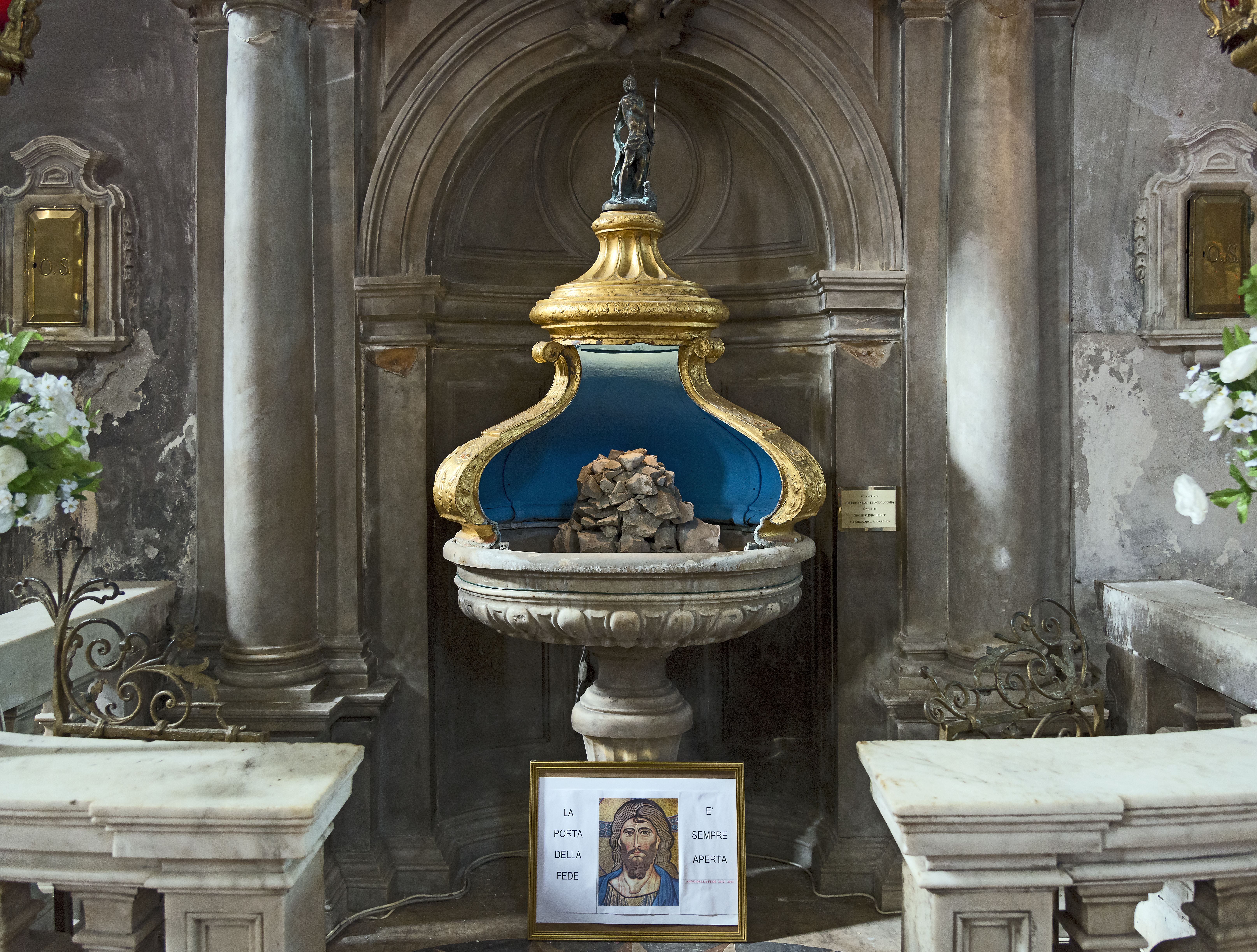
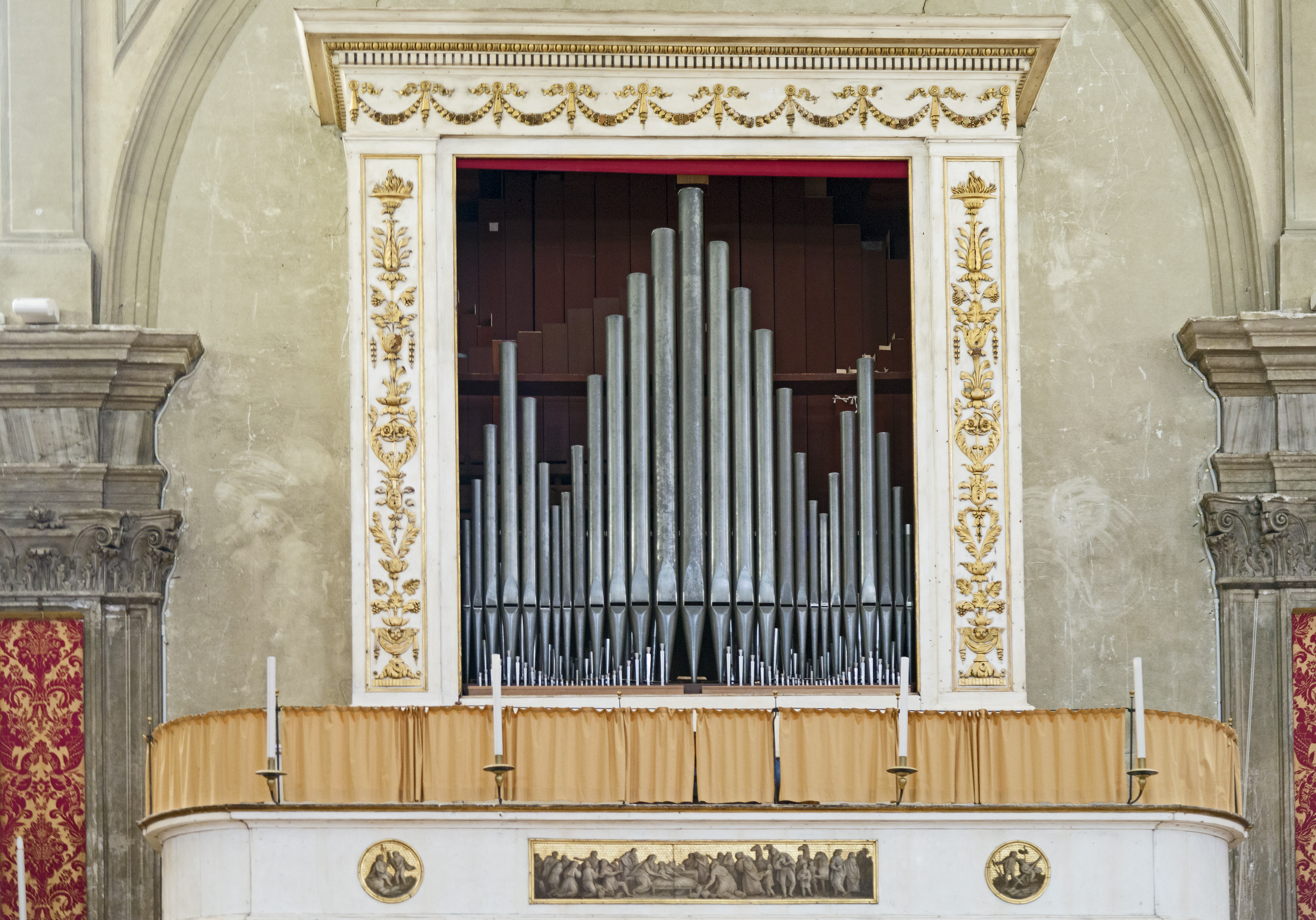
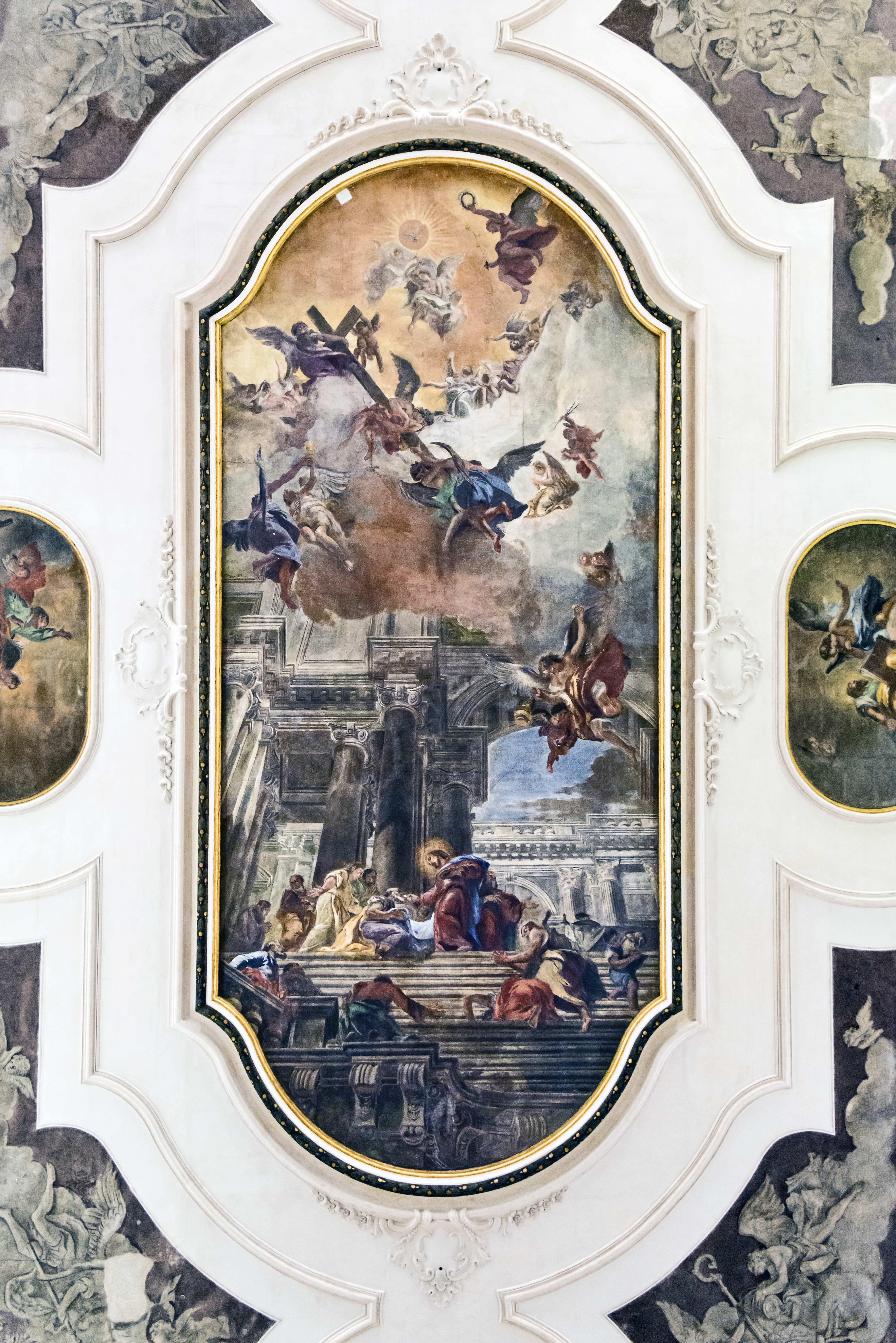
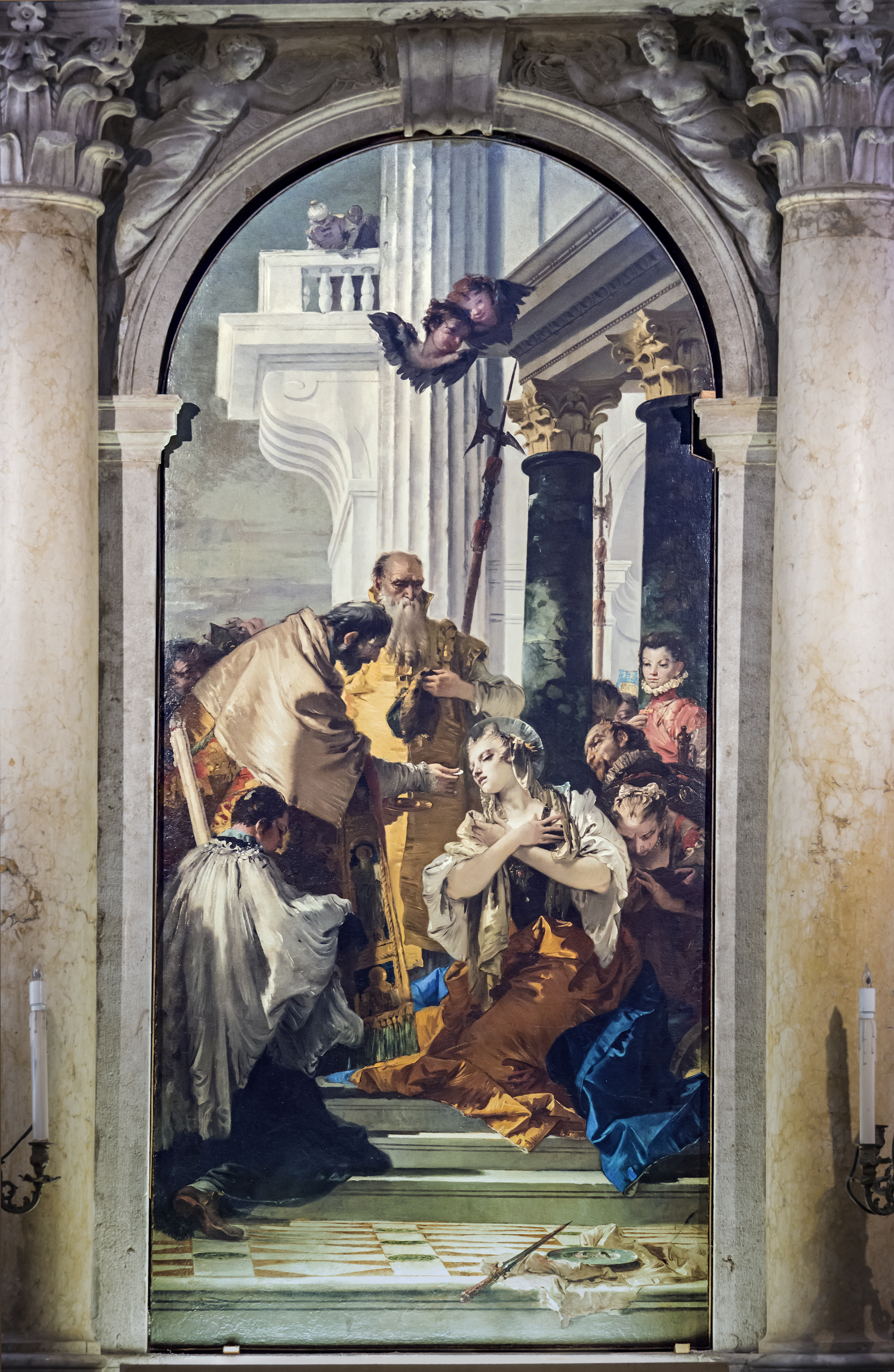